# Gerard Wodarz
Gerard Wodarz (Bismarckhütte, 10 augustus 1913 - Nowa Ruda, 8 november 1982) was een Pools profvoetballer. Hij speelde vrijwel zijn gehele carrière voor het succesvolle Ruch Chorzów waar hij samen met Teodor Peterek en Ernest Wilimowski uitgroeide tot clubicoon en zich 28 maal international voor het Pools voetbalelftal mocht noemen.

## Spelerscarrière

### Clubcarrière
Gerard Wodarz werd geboren in Bismarckhütte in de Duits-Poolse grensregio Silezië in het Duitse Keizerrijk. Silezië koos in 1920 om zich aan te sluiten bij de Tweede Poolse Republiek, waardoor Wodarz Pools werd. In 1926 begon Wodarz met voetballen bij het plaatselijke Ruch Hajduki Wielkie, het latere Ruch Chorzów.
Twee jaar later, op zijn 16e, debuteerde Wodarz voor Ruch, waar hij samen met Teodor Peterek in 1933 de Ekstraklasa won. Toen in het volgende seizoen Ernest Wilimowski zich aansloot bij de club uit Chorzów Batory, begon de hegemonie van Ruch in het Poolse voetbal. Met nieuwe titels in 1934, 1935, 1936 en 1938 bewees de voorhoede waarom ze tot op de dag van vandaag gezien worden als een van de meest gevaarlijkste in de geschiedenis van de Ekstraklasa.
In september 1939 werd de Ekstraklasa door de Duitse inval stilgelegd, op dat moment stond Ruch wederom op de koppositie. Tot dat moment had Wodarz 183 wedstrijden gespeeld voor Ruch, met 51 doelpunten als resultaat. Toen Poolse clubs afgeschaft werden door de nazi's ging Wodarz spelen voor Bismarckhütte SV, de toegestane, Duitse vorm van Ruch.
Wodarz liet zich als Volksduitser inschrijven, waardoor hij kon blijven voetballen tot hij in 1941 verplicht in dienst moest. In 1944 liet hij zich gevangennemen door het Amerikaanse leger, die hem overbrachten naar Polen die in Groot-Brittannië waren gestationeerd. In Groot-Brittannië speelde Wodarz nog enkele maanden en in 1946 keerde hij terug naar Chorzów, waar hij Ruch nog twee jaar vertegenwoordigde.

### Internationale carrière
Wodarz debuteerde op 2 oktober 1932 voor Polen tegen Roemenië (2-3 verlies). Ook was hij onderdeel van de Poolse ploeg die zonder de geschorste Wilimowski op de Olympische Spelen van 1936 een vierde plek behaalde. In het Olympische eindtoernooi wist hij vijf keer te scoren, waardoor hij in één eindronde meer dan de helft van al zijn interlandgoals heeft gemaakt.. Op het WK van 1938 in Frankrijk speelde Wodarz in de enige wedstrijd van de Polen, die door Wilimowski onvergetelijk zou worden. Tot de inval van Polen door nazi-Duitsland op 1 september 1939 speelde de Sileziër 28 interlands, waarin hij 9 doelpunten maakte.

## Trainerscarrière
In 1949 werd Wodarz trainer van zijn oude club Ruch Chorzów, waar hij niet erg veel succes beleefde. Het volgende seizoen werd hij trainer van Górnik Zabrze, een andere club uit Silezië. Hier had Wodarz meer succes en bracht hij de club in 1952 in naar de I liga, waarin Górnik in haar eerste seizoen gelijk tweede werd. In 1954 vertrok hij bij Górnik en in 1961 was hij nog een korte periode einddverantwoordelijke bij Ruch, alvorens definitief uit het voetbalvak te stappen.